# Santo Amaro Abade (Santiago)

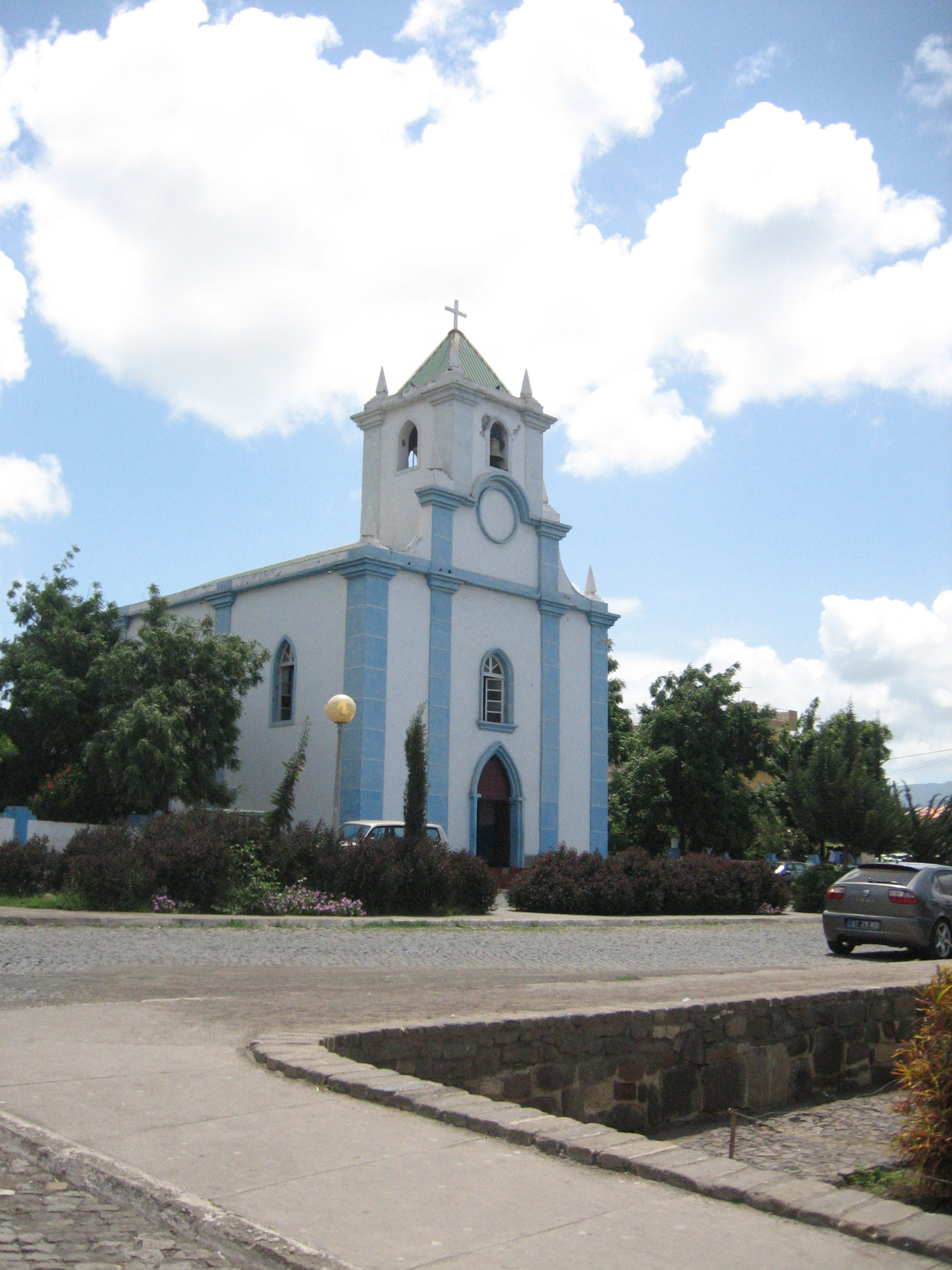
Igreja de Santo Amaro Abade, em Tarrafal.

Santo Amaro Abade é uma freguesia de Cabo Verde. Pertence ao concelho de Tarrafal e à ilha de Santiago. A sua área coincide com a Paróquia de Santo Amaro Abade, e o feriado religioso é celabrado a 15 de janeiro, dia da Santo Amaro.

## Estabelecimentos
- Achada Biscanhos (pop: 310)
- Achada Lagoa (pop: 64)
- Achada Longueira (pop: 520)
- Achada Meio (pop: 211)
- Achada Moirão (pop: 587)
- Achada Tenda (pop: 1,242)
- Biscainhos (pop: 695)
- Chão Bom (pop: 5,166)
- Curral Velho (pop: 358)
- Fazenda (pop: 107)
- Figueira Muita (pop: 160)
- Lagoa (pop: 55)
- Mato Brazil (pop: 160)
- Mato Mendes (pop: 194)
- Milho Branco do Norte (pop: 165)
- Ponta Lobrão (pop: 435)
- Ribeira da Prata (pop: 1,009)
- Tarrafal (pop: 6,656)
- Trás os Montes (pop: 464)

## Património
- Farol da Ponta Preta